# Мочуниги
Мочуниги (словен. Močunigi, итал. Mocenighi) је насељено место у општини Копар, Обално-Крашка регија, Словенија.

## Историја
До територијалне реорганизације у Словенији био је у саставу старе општине Копар.

## Становништво
У попису становништва из 2011. године, Мочуниги није имао становника.
| Број становника према пописима | Број становника према пописима | Број становника према пописима |
| ------------------------------ | ------------------------------ | ------------------------------ |
| 1991                           | 2002                           | 2011                           |
| 0                              | 0                              | 0                              |

Напомена: Године 2018. године промењена је граница и подручје насеља Мочуниги, што је последица поравнања државне границе између Словеније и Хрватске.